# Барон Морли

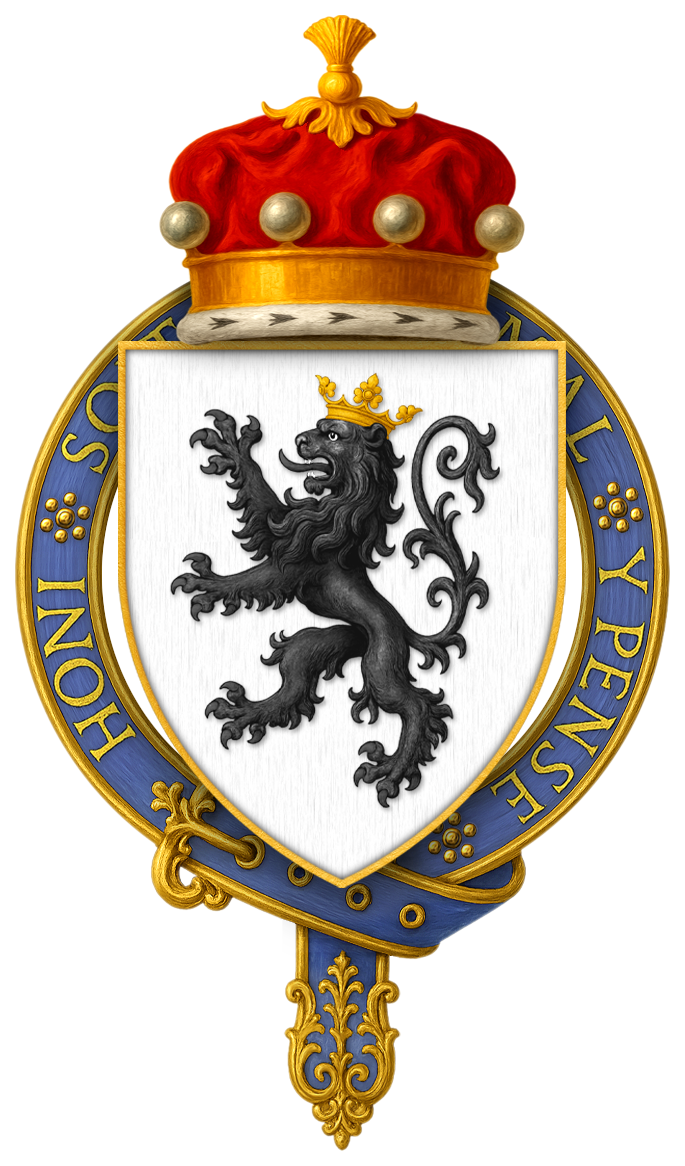
Герб сэра Томаса де Морли, 4-го барона Морли (1354—1416

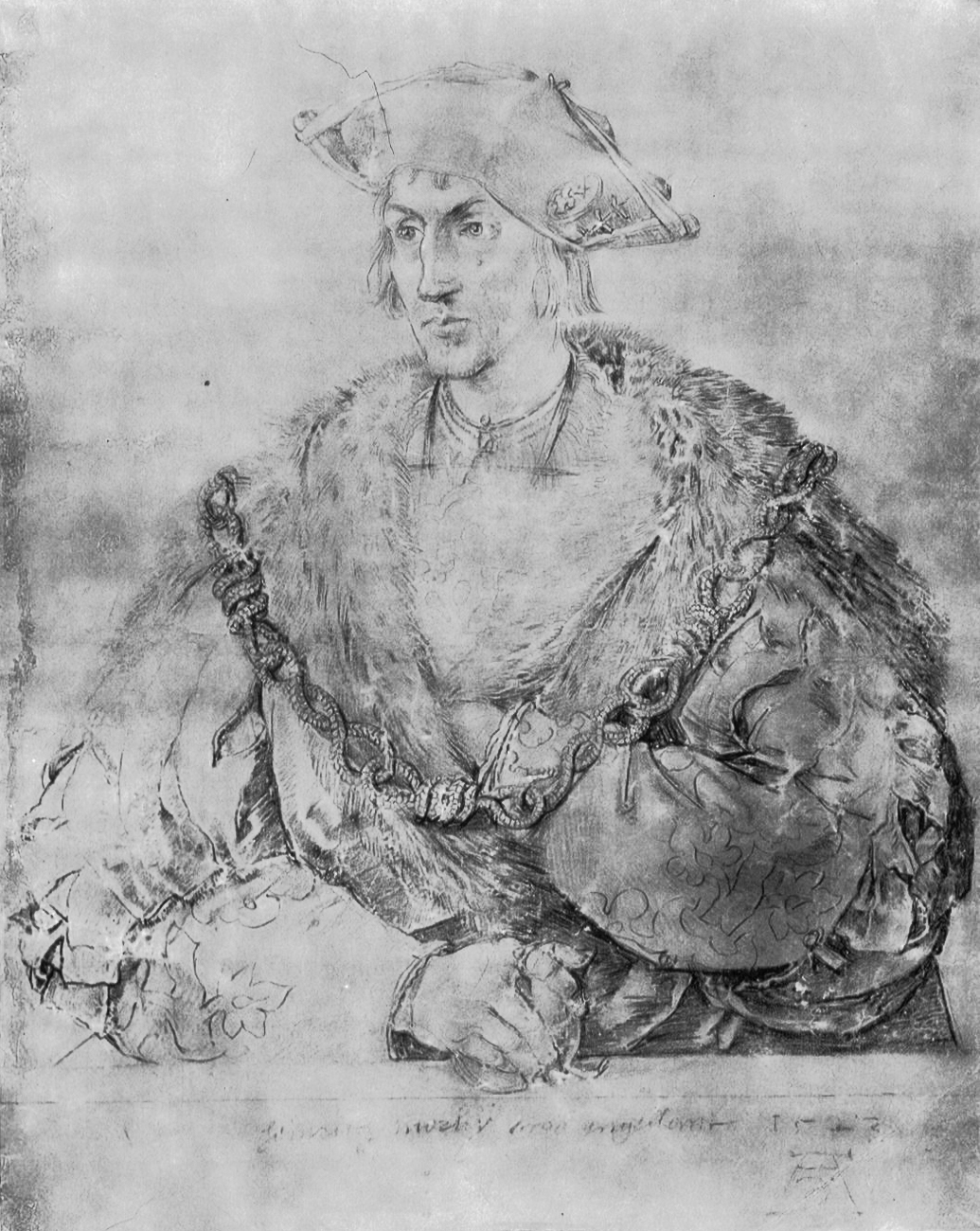
Генри Паркер, 10-й барон Морли (1486—1556), портрет Альбрехта Дюрера, 1523 год

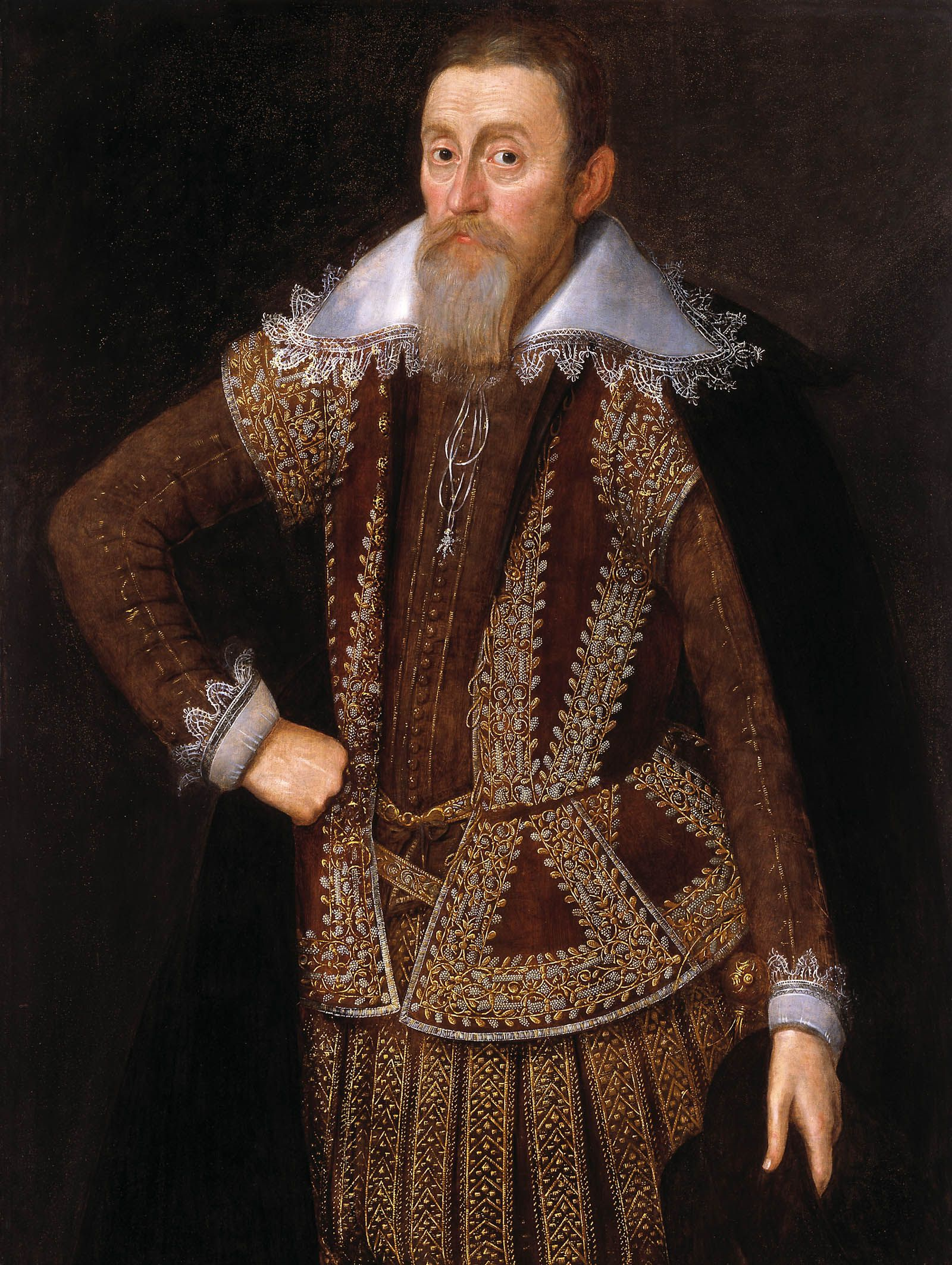
Уильям Паркер, 4-й барон Монтигл, 13-й барон Морли (1575—1622)

Барон Морли (англ. Baron Morley) — угасший баронский титул в системе Пэрства Англии. Он был создан 29 декабря 1295 года для Уильяма де Морли, лорда из поместья Морли-Сент-Ботольф в графстве Норфолк, который был вызван в парламент в качестве барона Морли. После смерти 6-го барона Морли в 1443 году баронство унаследовала его дочь, Элеонора де Морли, жена сэра Уильяма Ловела (ум. 1476), который был вызван в парламент как барон Морли (по праву жены). В 1476 году после смерти Элеоноры титул перешел к её сыну, Генри Ловелу, 8-му барону Морли (1466—1489), после смерти которого титул унаследовала его сестра, Алиса Ловел, 9-я баронесса Морли (1467—1518), которая была замужем за мистером Паркером. Баронский титул принадлежал членам семьи Паркер до 1697 года, когда после смерти Томаса Паркера, 15-го барона Морли, не оставившего детей, баронский титул прервался.

## Бароны Морли (1295)
- Уильям де Морли, 1-й барон Морли (умер примерно в 1302), сын Роберта де Морли;
- Роберт де Морли, 2-й барон Морли (умер 23 марта 1360), сын предыдущего;
- Уильям де Морли, 3-й барон Морли (24 июня 1319 — 30 апреля 1379), сын предыдущего;
- Томас де Морли, 4-й барон Морли (около 1354 — 24 сентября 1416), второй сын предыдущего;
- Томас де Морли, 5-й барон Морли (около 1393 — 6 декабря 1435), сын сэра Роберта де Морли (ок. 1375—1403), внук предыдущего;
- Роберт де Морли, 6-й барон Морли (20 ноября 1418 — 25 сентября 1443), старший сын предыдущего;
- Элеанора Морли, 7-я баронесса Морли, в браке Ловел (10 октября 1442 — 20 августа 1476);
- Сэр Уильям Ловел, 7-й барон Морли (по праву жены) (около 1433 −1476), сын Уильяма Ловела и супруг предыдущей;
- Генри Ловел, 8-й барон Морли (1466 — 13 июня 1489), сын Элеоноры де Морли и Уильяма Ловела;
- Элис Ловел, 9-я баронесса Морли, в замужестве Паркер (около 1467 — 23 декабря 1518), сестра предыдущего;
- Генри Паркер, 10-й барон Морли (около 1486 — 27 ноября 1556), сын Уильяма Паркера (ум. 1510) и Элис Паркер, 9-й баронессы Морли;
- Генри Паркер, 11-й барон Морли (1531 — 22 октября 1577), сын сэра Генри Паркера (1533—1577), внук предыдущего;
- Эдвард Паркер, 12-й барон Морли (около 1550 — 1 апреля 1618), сын предыдущего;
- Уильям Паркер, 13-й барон Морли (около 1575 — 1 июля 1622), старший сын предыдущего;
- Генри Паркер, 14-й барон Морли (около 1600 — 10 мая 1655), старший сын предыдущего;
- Томас Паркер, 15-й барон Морли (около 1636 — 15 июля 1697), сын предыдущего.